# バイカレイン
バイカレイン（英: baicalein）は、コガネバナから単離されたフラボンのひとつ。ソリザヤノキでも報告されている。この化合物は、バイカリンのアグリコンである。
バイカレインはGABAA受容体のベンゾジアゼピン部位及び/もしくは非ベンゾジアゼピン部位におけるポジティブアロステリックモジュレーターである。α2およびα3サブユニットを含むGABAA受容体のサブタイプに対する選択性を示す。マウスによる実験では、バイカレインは鎮静や筋弛緩の発生なしに抗不安効果を示す。また、他のフラボノイドとともに、S. baicalensisおよびS. lateriflora（スカルキャップ）の抗不安効果の基礎となっていると考えられている。
特定の種類のリポキシゲナーゼを阻害し、抗炎症薬作用を持つことが示されている。また、TRPC1チャネルの発現を阻害することで、ET-1誘導による肺動脈平滑筋の増殖を抑制する効果を持つ。動物実験では、抗うつ薬作用も示されている。
バイカレインは、体内で薬剤を代謝するシトクロムP450系の酵素CYP2C9の作用を阻害する。バイカレインの誘導体には、プロリルエンドペプチダーゼ阻害剤として知られているものがある。
漢方薬である小柴胡湯の有効成分の1つである。
鉄に対する比較的強いキレート作用があるとの報告がある。また、活性酸素を産生するフェントン反応を抑える性質があると示唆された。
アミロイドーシスによるアルツハイマー病を改善すると示唆される研究が中国でなされた。

## 配糖体
- バイカリンは、バイカレインの7-グルクロニドである。
- テツインは、バイカレインの6-グルコシドである。